# Francisco Chaparro Jara
Francisco Chaparro Jara (Sevilla, 30 de noviembre de 1942) es un exentrenador de fútbol. En primera división, dirigió al Real Betis en varias ocasiones. También fue preparador de la Selección andaluza de fútbol.

## Trayectoria

### Jugador
Como jugador perteneció al Real Betis, accedió a su cantera a los 12 años y permaneció en el club verdiblanco hasta los 25 años. También jugó en el Rayo Vallecano, Recreativo de Huelva y Extremadura. Por una lesión de rodilla, abandonó su carrera como jugador antes de cumplir los 30 años.
Fue profesor de Educación Física en el colegio San Francisco de Paula de Sevilla, durante 22 años. De ahí le viene una gran afición por el atletismo, que le ha llevado a correr varios kilómetros a diario durante muchos años.

### Entrenador
Chaparro se forjó como entrenador en el fútbol modesto y ha preparado a varios equipos andaluces, destacando entre ellos el Real Betis, Granada CF, el Écija Balompié y el Xerez CD, hasta que llegó a los escalafones inferiores del Real Betis Balompié.

#### Real Betis Balompié
En la temporada 2000/01, fue segundo entrenador de Luis del Sol en el Real Betis, con el que consiguió el ascenso a la primera división.
En la última jornada de la temporada 2006-07, Chaparro debutó en Primera División con el primer equipo del Real Betis, al sustituir al hispano-galo Luis Fernández en el banquillo, logrando una agónica victoria en El Sardinero por 0-2 (goles de Edu), que supuso que la permanencia del equipo en primera división. A la semana siguiente volvió al Betis B, equipo al que había entrenado durante esa temporada, y logró ascenderlo a la Segunda División B española.
En la siguiente campaña, la 2007-2008, comenzó entrenando de nuevo al equipo filial del Betis, con excelentes resultados. Pero nuevamente fueron requeridos sus servicios para la primera plantilla verdiblanca para sustituir al argentino Héctor Cúper, que sólo había conseguido 11 puntos en 14 partidos. En la jornada 15, con el equipo en puestos de descenso, asumió de nuevo la dirección del Real Betis, pese a encontrarse algo resentido por no contar con él tras salvar al conjunto verdiblanco la anterior campaña, más conocida como la temporada chaparrera . Tuvo un buen estreno frente al Villarreal, al que se impuso por 0-1. Desde entonces, la cara del equipo verdiblanco fue mejor y logró la permanencia en Primera al finalizar como 13º clasificado con 47 puntos. En esa temporada contó con sus propios ayudantes, Juan Merino como segundo entrenador, Enrique Romero, procedente del filial y a Carmelo del Pozo, como preparador físico.
A principios de junio de 2008 fue renovado como entrenador del Betis por un año con otro opcional si el equipo quedaba entre los nueve primeros. Sin embargo, el 6 de abril de 2009 fue cesado como entrenador verdiblanco tras cosechar cinco empates consecutivos y dos meses sin conocer la victoria.

## Clubes
- 1982: Bollullos[9]
- 1984-1989: Juveniles del Sevilla FC.[10][11]
- 1990-1992:Écija Balompié[12][13]
- 1993-1994:Écija Balompié[14][15]
- 1995: Cádiz CF[16]
- 1996-98: CD Isla Cristina[17][18]
- 1998-00: Granada CF
- 2000-01: segundo entrenador del Real Betis con Luis del Sol
- 2002-04: Écija Balompié[19]
- 2004-05: Xerez CD
- 2005-06: Real Betis B
- 2006-07: Real Betis B/Real Betis Balompié
- 2007-08: Real Betis B/Real Betis Balompié
- 2008-09: Real Betis Balompié